# Saison 1975-1976 des Celtics de Boston
La saison 1975-1976 des Celtics de Boston est la 30e saison de basket-ball de la franchise américaine de la National Basketball Association (généralement désignée par le sigle NBA).
Les Celtics jouent toutes leurs rencontres à domicile au Boston Garden et au Hartford Civic Center. Entraînée par l'octuple champion NBA, Tom Heinsohn, l'équipe termine la saison régulière première de la division Atlantique et de la Conférence Est.
Les Celtics gagnent leur treizième titre NBA en battant en finale les Suns de Phoenix quatre victoires à deux.

## Classements de la saison régulière
| Conférence Est | Conférence Est              | Conférence Est | Conférence Est | Conférence Est |
| No             | Franchise                   | Vic.           | Déf.           | PCT            |
| -------------- | --------------------------- | -------------- | -------------- | -------------- |
| 1              | Celtics de Boston           | 54             | 28             | 65.9           |
| 2              | Cavaliers de Cleveland      | 49             | 33             | 59.8           |
| 3              | Bullets de Washington       | 48             | 34             | 58.5           |
| 4              | 76ers de Philadelphie       | 46             | 36             | 56.1           |
| 5              | Braves de Buffalo           | 46             | 36             | 56.1           |
|                |                             |                |                |                |
| 6              | Rockets de Houston          | 40             | 42             | 48.8           |
| 7              | Knicks de New York          | 38             | 44             | 46.3           |
| 8              | Jazz de La Nouvelle-Orléans | 38             | 44             | 46.3           |
| 9              | Hawks d'Atlanta             | 29             | 53             | 35.4           |

| Division Atlantique   | V  | D  | PCT  | GB |
| --------------------- | -- | -- | ---- | -- |
| Celtics de Boston     | 54 | 28 | 65.9 | -  |
| 76ers de Philadelphie | 46 | 36 | 56.1 | 8  |
| Braves de Buffalo     | 46 | 36 | 56.1 | 8  |
| Knicks de New York    | 38 | 44 | 46.3 | 16 |

## Effectif
| Effectif des Celtics de Boston 1975-1976 |
| --- |
| 10 Jo Jo White • 11 Charlie Scott • 17 John Havlicek • 18 Dave Cowens • 19 Don Nelson • 27 Kevin Stacom • 30 Glenn McDonald • 31 Tom Boswell • 32 Ed Searcy • 33 Steve Kuberski • 34 Jim Ard • 35 Paul Silas • 42 Jerome AndersonEntraîneur : Tom Heinsohn |

## Campagne de playoffs

### Demi-finale de conférence
(1) Celtics de Boston vs. (5) Braves de Buffalo : Boston remporte la série 4-2
- Game 1 @ Boston : Boston 107 - 98 Buffalo
- Game 2 @ Boston : Boston 101 - 96 Buffalo
- Game 3 @ Buffalo : Buffalo 98 - 93 Boston
- Game 4 @ Buffalo : Buffalo 124 - 122 Boston
- Game 5 @ Boston : Boston 99 - 88 Buffalo
- Game 6 @ Buffalo : Boston 104 - 100 Buffalo

### Finale de conférence
(1) Celtics de Boston vs. (2) Cavaliers de Cleveland : Boston remporte la série 4-2
- Game 1 @ Boston : Boston 111 - 99 Cleveland
- Game 2 @ Boston : Boston 94 - 89 Cleveland
- Game 3 @ Cleveland : Cleveland 83 - 78 Boston
- Game 4 @ Cleveland : Cleveland 106 - 87 Boston
- Game 5 @ Boston : Boston 99 - 94 Cleveland
- Game 6 @ Cleveland : Boston 94 - 87 Cleveland

### Finales NBA
(E1) Celtics de Boston vs. (W3) Suns de Phoenix : Boston remporte les Finales 4-2

#### Match 1
| 23 mai 1976 | Rapport | Suns de Phoenix 87, Celtics de Boston 98           | Suns de Phoenix 87, Celtics de Boston 98 | Suns de Phoenix 87, Celtics de Boston 98 |  | Boston Garden, Boston Affluence : 15 320 |
| 23 mai 1976 | Rapport | Score par quart-temps : 20-22, 19-22, 27-27, 19-27 |                                          |                                          |  | Boston Garden, Boston Affluence : 15 320 |
| 23 mai 1976 | Rapport | Alvan Adams 26                                     | Points                                   | Dave Cowens 25                           |  | Boston Garden, Boston Affluence : 15 320 |
| 23 mai 1976 | Rapport | Boston mène la série 1 à 0                         |                                          |                                          |  | Boston Garden, Boston Affluence : 15 320 |

Boston a bousculé les Suns avec une attaque équilibrée. John Havlicek ne démarre pas en raison d'une blessure au talon douloureux. Cependant, l'entraîneur de Boston Tom Heinsohn fait jouer Havlicek 7 min 24 dans le premier quart-temps après le bon début de Phoenix à 10-7. Dave Cowens enregistre un triple-double avec 25 points, 21 rebonds et 10 passes alors que Jo Jo White, qui a tiré seulement 1-4 en première mi-temps marque 8 lancers sur 11 dans la seconde.

#### Match 2
| 27 mai 1976 | Rapport | Suns de Phoenix 90, Celtics de Boston 105          | Suns de Phoenix 90, Celtics de Boston 105 | Suns de Phoenix 90, Celtics de Boston 105 |  | Boston Garden, Boston Affluence : 15 320 |
| 27 mai 1976 | Rapport | Score par quart-temps : 25-24, 16-22, 16-34, 33-25 |                                           |                                           |  | Boston Garden, Boston Affluence : 15 320 |
| 27 mai 1976 | Rapport | Paul Westphal 28                                   | Points                                    | John Havlicek 23                          |  | Boston Garden, Boston Affluence : 15 320 |
| 27 mai 1976 | Rapport | Boston mène la série 2 à 0                         |                                           |                                           |  | Boston Garden, Boston Affluence : 15 320 |

Phoenix perd son douzième match de suite au Boston Garden. Les Celtics se mettent de portée avec un 20-2 au début du troisième quart-temps qui leur a donné une avance de 72-43. Cette avance est le fait de Jo Jo White et Charlie Scott. Boston a commencé le dernier quart temps sans John Havlicek dans le line-up de départ, mais n'ayant pas marqué dans les trois premières minutes du jeu, cela incite Tom Heinsohn à reintégrer Havlicek dans le match à nouveau.

#### Match 3
| 30 mai 1976 | Rapport | Celtics de Boston 98, Suns de Phoenix 105          | Celtics de Boston 98, Suns de Phoenix 105 | Celtics de Boston 98, Suns de Phoenix 105 |  | Arizona Veterans Memorial Coliseum, Phoenix Affluence : 12 884 |
| 30 mai 1976 | Rapport | Score par quart-temps : 17-26, 22-26, 26-26, 33-27 |                                           |                                           |  | Arizona Veterans Memorial Coliseum, Phoenix Affluence : 12 884 |
| 30 mai 1976 | Rapport | Jo Jo White 24                                     | Points                                    | Alvan Adams 33                            |  | Arizona Veterans Memorial Coliseum, Phoenix Affluence : 12 884 |
| 30 mai 1976 | Rapport | Boston mène la série 2 à 1                         |                                           |                                           |  | Arizona Veterans Memorial Coliseum, Phoenix Affluence : 12 884 |

Phoenix a empêché Boston de marquer pendant près de cinq minutes dans la seconde période et ont eu une avance de 16 points. Ensuite, Ricky Sobers des Suns et Kevin Stacom des Celtics sont entrés dans une bagarre, et les deux ont été expulsés. Sobers avait un bon jeu à ce moment-là, et l'entraîneur de Phoenix John MacLeod a accusé plus tard les Celtics d'avoir poussé Sobers à la bagarre pour le faire sortir de la partie.
Les Suns ont augmenté leur avance à 23 points dans le troisième quart-temps, mais Boston a commencé à réduire l'écart à deux points à trois minutes. À ce moment, la recrue des Suns Alvan Adams a marqué deux fois et passa à Paul Westphal pour une autre. Cela a suffi à Phoenix pour obtenir une victoire 105-98. Adams a terminé avec 33 points et 14 rebonds.

#### Match 4
| 2 juin 1976 | Rapport | Celtics de Boston 107, Suns de Phoenix 109         | Celtics de Boston 107, Suns de Phoenix 109 | Celtics de Boston 107, Suns de Phoenix 109 |  | Arizona Veterans Memorial Coliseum, Phoenix Affluence : 13 306 Arbitres : Don Murphy et Manny Sokol |
| 2 juin 1976 | Rapport | Score par quart-temps : 30-35, 27-25, 23-27, 27-22 |                                            |                                            |  | Arizona Veterans Memorial Coliseum, Phoenix Affluence : 13 306 Arbitres : Don Murphy et Manny Sokol |
| 2 juin 1976 | Rapport | Jo Jo White 25                                     | Points                                     | Paul Westphal 28                           |  | Arizona Veterans Memorial Coliseum, Phoenix Affluence : 13 306 Arbitres : Don Murphy et Manny Sokol |
| 2 juin 1976 | Rapport | Égalité dans la série 2 à 2                        |                                            |                                            |  | Arizona Veterans Memorial Coliseum, Phoenix Affluence : 13 306 Arbitres : Don Murphy et Manny Sokol |

Dans ce premier match joué en juin, les arbitres Don Murphy et Manny Sokol ont sifflé 21 fautes dans les 10 premières minutes. L'entraîneur des Celtics Tom Heinsohn s'est fâché et a affirmé plus tard que l'affaire était pure high school. John Havlicek et Cowens blâment leur équipe pour avoir commis des fautes stupides.
Le match était proche de la fin, quand Ricky Sobers a marqué et donné aux Suns une avance de quatre points avec 90 secondes à jouer. Les Celtics ont marqué deux points, mais ont perdu 109-107 quand Jo Jo White a raté le panier d'égalisation.

#### Match 5
| 27 mai 1976 | Rapport | Suns de Phoenix 126, Celtics de Boston 128                                         | Suns de Phoenix 126, Celtics de Boston 128 | Suns de Phoenix 126, Celtics de Boston 128      | 3OT | Boston Garden, Boston Affluence : 15 320 |
| 27 mai 1976 | Rapport | Score par quart-temps : 18-36, 27-25, 27-16, 23-18 - OT1 6-6 OT2 11-11, OT : 14-16 |                                            |                                                 | 3OT | Boston Garden, Boston Affluence : 15 320 |
| 27 mai 1976 | Rapport | Sobers, Westphal 25 Curtis Perry 15 Perry, Sobers 6                                | Points Rebonds Passes d.                   | Jo Jo White 33 Havlicek, Cowens 5 Jo Jo White 9 | 3OT | Boston Garden, Boston Affluence : 15 320 |
| 27 mai 1976 | Rapport | Boston mène la série 3 à 2                                                         |                                            |                                                 | 3OT | Boston Garden, Boston Affluence : 15 320 |

La cinquième manche, disputée en triple prolongation le 4 juin 1976 au Boston Garden, est une des rencontres légendaires de la NBA,  remportée 128 à 126 par les Celtics malgré 25 points de Sobers et de multiples exploits de Paul Westphal. Le tir à la dernière seconde de Gar Heard pour égaliser à 112 partout et accrocher la troisième prolongation est connu sous le nom de Shot Heard Round’ the World (« le tir entendu dans le monde entier », avec un jeu de mots sur Heard).

#### Match 6
| 6 juin 1976 | Rapport | Celtics de Boston 87, Suns de Phoenix 80           | Celtics de Boston 87, Suns de Phoenix 80 | Celtics de Boston 87, Suns de Phoenix 80 |  | Arizona Veterans Memorial Coliseum, Phoenix Affluence : 12 884 |
| 6 juin 1976 | Rapport | Score par quart-temps : 20-20, 18-13, 19-23, 30-24 |                                          |                                          |  | Arizona Veterans Memorial Coliseum, Phoenix Affluence : 12 884 |
| 6 juin 1976 | Rapport | Charlie Scott 25                                   | Points                                   | Alvan Adams 20                           |  | Arizona Veterans Memorial Coliseum, Phoenix Affluence : 12 884 |
| 6 juin 1976 | Rapport | Boston gagne la série 4 à 2                        |                                          |                                          |  | Arizona Veterans Memorial Coliseum, Phoenix Affluence : 12 884 |

Jo Jo White a marqué 15 points, ce qui lui donne 130 points en six matchs, et il est nommé Most Valuable Player des finales. John Havlicek  fête son huitième titre NBA en tant que joueur des Celtics et devient le troisième joueur le plus titré de la NBA.

## Statistiques

### Saison régulière
| Joueur          | MJ | MC | MPG  | FG%  | 3P%   | FT%  | RPG | APG | SPG | BPG  | PPG |
| --------------- | -- | -- | ---- | ---- | ----- | ---- | --- | --- | --- | ---- | --- |
| Jerome Anderson | 22 |    | 5.7  | .556 |       | .688 | 0.6 | 0.3 | 0.1 | 0.1  | 2.8 |
| Jim Ard         | 81 |    | 10.5 | .364 | .710  | 3.6  | 0.6 | 0.1 | 0.4 | 3.5  |     |
| Tom Boswell     | 35 |    | 7.9  | .441 | .583  | 2.0  | 0.5 | 0.1 | 0.0 | 2.7  |     |
| Dave Cowens     | 78 |    | 39.8 | .468 | .756  | 16.0 | 4.2 | 1.2 | 0.9 | 19.0 |     |
| John Havlicek   | 76 |    | 34.2 | .450 | .844  | 4.1  | 3.7 | 1.3 | 0.4 | 17.0 |     |
| Steve Kuberski  | 60 |    | 14.7 | .467 | .895  | 3.9  | 0.7 | 0.2 | 0.2 | 5.4  |     |
| Glenn McDonald  | 75 |    | 13.6 | .419 | .714  | 1.8  | 0.9 | 0.5 | 0.3 | 5.6  |     |
| Don Nelson      | 75 |    | 12.6 | .462 | .789  | 2.4  | 1.0 | 0.2 | 0.1 | 6.4  |     |
| Charlie Scott   | 82 |    | 35.5 | .449 | .797  | 4.4  | 4.2 | 1.3 | 0.3 | 17.6 |     |
| Ed Searcy       | 4  |    | 3.0  | .333 | 1.000 | 0.0  | 0.3 | 0.0 | 0.0 | 1.5  |     |
| Paul Silas      | 81 |    | 32.9 | .426 | .709  | 12.7 | 2.5 | 0.7 | 0.4 | 10.7 |     |
| Kevin Stacom    | 77 |    | 14.5 | .439 | .747  | 2.1  | 1.7 | 0.3 | 0.1 | 5.3  |     |
| Jo Jo White     | 82 |    | 39.7 | .449 | .838  | 3.8  | 5.4 | 1.3 | 0.2 | 18.9 |     |

### Playoffs
| Joueur          | MJ | MC | MPG  | FG%  | 3P%  | FT%  | RPG | APG | SPG | BPG  | PPG |
| --------------- | -- | -- | ---- | ---- | ---- | ---- | --- | --- | --- | ---- | --- |
| Jerome Anderson | 4  |    | 1.3  | .333 |      |      | 0.3 | 0.3 | 0.0 | 0.0  | 0.5 |
| Jim Ard         | 16 |    | 6.9  | .448 | .786 | 1.6  | 0.5 | 0.1 | 0.2 | 2.3  |     |
| Tom Boswell     | 3  |    | 1.0  | .500 |      | 0.3  | 0.0 | 0.0 | 0.0 | 0.7  |     |
| Dave Cowens     | 18 |    | 44.3 | .457 | .759 | 16.4 | 4.6 | 1.2 | 0.7 | 21.0 |     |
| John Havlicek   | 15 |    | 33.7 | .444 | .809 | 3.7  | 3.4 | 0.8 | 0.3 | 13.2 |     |
| Steve Kuberski  | 18 |    | 12.9 | .469 | .808 | 2.8  | 0.9 | 0.0 | 0.2 | 5.4  |     |
| Glenn McDonald  | 13 |    | 5.2  | .308 | .833 | 0.6  | 0.3 | 0.1 | 0.0 | 1.6  |     |
| Don Nelson      | 18 |    | 17.5 | .481 | .870 | 2.9  | 0.9 | 0.2 | 0.1 | 9.1  |     |
| Charlie Scott   | 18 |    | 35.1 | .391 | .764 | 4.2  | 3.9 | 1.2 | 0.4 | 15.4 |     |
| Paul Silas      | 18 |    | 41.2 | .448 | .812 | 13.7 | 2.3 | 1.3 | 0.3 | 10.8 |     |
| Kevin Stacom    | 17 |    | 11.5 | .289 | .727 | 1.0  | 0.9 | 0.3 | 0.0 | 2.0  |     |
| Jo Jo White     | 18 |    | 43.9 | .445 | .821 | 3.9  | 5.4 | 1.3 | 0.1 | 22.7 |     |